# Thallomys shortridgei
Espèce
Répartition géographique
Statut de conservation UICN

 DD  : Données insuffisantes
Thallomys shortridgei est une espèce de rongeurs de la famille des Muridae, du genre Thallomys, endémique d'Afrique du Sud.

## Distribution
L'espèce est présente sur la rive sud de la rivière Orange entre Upington et Goodhouse dans la province de Cap-du-Nord.

## Menaces
L'Union internationale pour la conservation de la nature la place dans la catégorie « Données insuffisantes » par manque de données relatives au risque d'extinction.